# كبر (المسيمير)

تعديل مصدري - تعديل

كبر هي إحدى قرى عزلة المسيمير بمديرية المسيمير التابعة لمحافظة لحج، بلغ تعداد سكانها 250 نسمة حسب تعداد اليمن لعام 2004.